# اتحادیه بومرا
اتحادیه بومرا (به لاتین: Bhomra Union) یک منطقهٔ مسکونی در بنگلادش است که در Satkhira Sadar Upazila واقع شده‌است.